# 86: Eighty-Six
86: Eighty-Six (jap. 86-エイティシックス- Eiti shikkusu) – seria light novel napisana przez Asato Asato i zilustrowana przez Shirabiiego, publikowana nakładem wydawnictwa ASCII Media Works pod imprintem Dengeki Bunko od lutego 2017.
Na podstawie powieści powstały 4 serie mangi oraz serial anime, wyprodukowany przez studio A-1 Pictures, który był emitowany od kwietnia 2021 do marca 2022.

## Fabuła
Republika San Magnolii (jap. サンマグノリア共和国 San Magunoria Kyōwakoku) od dziewięciu lat prowadzi wojnę z sąsiednim Imperium Giad (jap. ギアーデ帝国 Giāde Teikoku). Choć początkowo ponosiła ogromne straty w bitwach z bezzałogowymi zmechanizowanymi legionami Imperium, z czasem Republika opracowała własne autonomiczne jednostki, zwane Juggernautami (jap. ジャガーノート Jagānōto), które są zdalnie sterowane przez handlera (jap. ハンドラー handorā). Podczas gdy na pozór społeczeństwo wierzy, że wojna toczy się między maszynami, w rzeczywistości Juggernauty są pilotowane przez ludzi, z których wszyscy są Eighty-Sixersami – przedstawicielami rasy Colorata. Choć pierwotnie mieli oni równe prawa, byli prześladowani i stawiani w roli kozłów ofiarnych przez dominującą rasę Alba i supremacjonistyczny rząd Republiki, do tego stopnia, że Colorata zostali zarówno oficjalnie, jak i powszechnie uznani za podludzi. Nie wolno im było nosić imion i nazwisk, a także zostali osadzeni w obozach internowania w 86. sektorze, przez cały czas zmuszani do walki na wojnie, aby otrzymać lepsze traktowanie.
Major Vladilena Milizé, szlachcianka rasy Alba i oficer wojskowy armii San Magnolii, jest aktywistką sprzeciwiającą się poważnym nadużyciom wobec mniejszości Colorata i celowemu oszukiwaniu opinii publicznej przez rząd Republiki. Została przydzielona jako handler szwadronu Spearhead (jap. スピアヘッド Supiaheddo) na froncie wschodnim: elitarnej jednostki złożonej w całości z weteranów, którzy zasłużyli na swoje nazwiska. Dowodzona przez Shineia „Undertakera” Nouzena, jednostka cieszy się złą sławą wśród wojskowych. Wynika ona z tego, że wielu oficerów kierujących oddziałem popadło w obłęd, a niektórzy posunęli się nawet do popełnienia samobójstwa. Lena, zadeklarowana sympatyczka Eighty-Sixersów, z czasem poznaje członków eskadry. W tym samym czasie ona i Shinei odkrywają mroczny sekret: Republika i wojna z Imperium nie są tym, czym się wydają.

## Bohaterowie

### Główni
- Vladilena Milizé (jap. ヴラディレーナ・ミリーゼ Vuradirēna Mirīze)

Seiyū: Ikumi Hasegawa 
- Shinei Nouzen (jap. シンエイ・ノウゼン Shin’ei Nōzen) / Undertaker (jap. ンダーテイカー Andāteikā)

Seiyū: Shōya Chiba 
- Frederica Rosenfort (jap. フレデリカ・ローゼンフォルト Furederika Rōzenforuto)

Seiyū: Misaki Kuno 

### Szwadron Spearhead
- Raiden Shuga (jap. ライデン・シュガ Raiden Shuga) / Wehrwolf (jap. ヴェアヴォルフ Veavorufu)

Seiyū: Seiichirō Yamashita 
- Theoto Rikka (jap. セオト・リッカ Seoto Rikka) / Laughing Fox (jap. ラフィングフォックス Rafingu Fokkusu)

Seiyū: Natsumi Fujiwara 
- Anju Emma (jap. アンジュ・エマ Anju Ema) / Snow Witch (jap. スノウウィッチ Sunō Witchi)

Seiyū: Saori Hayami 
- Kurena Kukumila (jap. クレナ・ククミラ Kurena Kukumira) / Gunslinger (jap. ガンスリンガー Gansuringā)

Seiyū: Sayumi Suzushiro 
- Dustin Jaeger (jap. ダスティン・イェーガー Dasutin Iēgā) / Sagittarius (jap. サギタリウス Sagitarius)

### San Magnolia
- Henrietta „Annette” Penrose (jap. アンリエッタ・ペンローズ Anrietta Penrōzu)

Seiyū: Riho Sugiyama 
- Jérôme Karlstahl (jap. ジェローム・カールシュタール Jerōmu Kārushutāru)

Seiyū: Satoshi Mikami 
- Lev Aldrecht (jap. レフ・アルドレヒト Refu Arudorehito)

Seiyū: Taiten Kusunoki 
- Shiden Iida (jap. シデン・イーダ Shiden Īda) / Cyclops (jap. サイクロプス Saikuropusu)

Seiyū: Asuna Tomari 
- Alice Araish (jap. アリス・アライシュ Arisu Araishu)

- Isuka (jap. イスカ Isuka) / Vulture (jap. ヴァルチャー Varuchā)

### Federacja Giad
- Ernst Zimmerman (jap. エルンスト・ツィマーマン Erunsuto Tsimāman)

Seiyū: Yūya Uchida 
- Eugene Rantz (jap. ユージン・ランツ Yūjin Rantsu)

Seiyū: Atsushi Tamaru 
- Nina Rantz (jap. ニーナ・ランツ Nīna Rantsu)

Seiyū: Madoka Asahina 
- Grethe Wenzel (jap. グレーテ・ヴェンツェル Gurēte Ventseru)

Seiyū: Kana Ueda 

### Legion
- Shourei Nouzen (jap. ショーレイ・ノウゼン Shōrei Nōzen)

Seiyū: Makoto Furukawa 
- Kiriya Nouzen (jap. キリヤ・ノウゼン Kiriya Nōzen)

Seiyū: Yuto Uemura 

### Nieżyjący członkowie Szwadronu Spearhead
- Kaie Taniya (jap. カイエ・タニヤ Kaie Taniya) / Kirschblüte (jap. キルシュブルート Kirushuburūto)

Seiyū: Haruka Shiraishi 
- Daiya Irma (jap. ダイヤ・イルマ Daiya Iruma) / Black Dog (jap. ブラックドグ Burraku Dogu)

Seiyū: Haruki Ishiya 
- Haruto Keats (jap. ハルト・キーツ Haruto Kītsu) / Falke (jap. ファルケ Faruke)

Seiyū: Daiki Yamashita 
- Kujo Niko (jap. クジョー・ニコ Kujō Niko)

Seiyū: Taishi Murata 
- Rui Kino (jap. ルイ・キノ Rui Kino) / Fafnir (jap. ファフニール Fafunīru)

Seiyū: Shinei Ueki 
- Chise Osen (jap. チセ・オーセン Chise Ōsen) / Griffin (jap. グリフィン Gurifin)

Seiyū: Masamu Ono 
- Toma Sobi (jap. トーマ・ソービ Tōma Sōbi) / Helianthus (jap. ヘリアンサス Heriansus)

Seiyū: Katsumi Fukuhara 
- Tozan Sasha (jap. トウザン・サシャ Tōzan Sasha)

Seiyū: Taito Ban 
- Lecca Lin (jap. レッカ・リン Rekka Rin) / Burnt Tayl (jap. バーントテール Bānto Tēru)

Seiyū: Shizuka Ishigami 
- Mikuri Kairo (jap. ミクリ・カイロゥ Mikuri Kairō) / Leukosia (jap. ロイコシア Roikoshia)

Seiyū: Yuka Nukui 
- Maina Atomika (jap. マイナ・ヤトミカ Maina Yatomika)

Seiyū: Mayuko Kazama 

## Light novel
Seria ukazuje się od 10 lutego 2017 nakładem wydawnictwa ASCII Media Works pod imprintem Dengeki Bunko. Według stanu na 10 stycznia 2024, do tej pory wydano 13 tomów.
| Nr | Data wydania (język japoński) | ISBN (język japoński)  |
| -- | ----------------------------- | ---------------------- |
| 1  | 10 lutego 2017                | ISBN 978-4-04-892666-9 |
| 2  | 7 lipca 2017                  | ISBN 978-4-04-893232-5 |
| 3  | 9 grudnia 2017                | ISBN 978-4-04-893397-1 |
| 4  | 10 maja 2018                  | ISBN 978-4-04-893830-3 |
| 5  | 10 października 2018          | ISBN 978-4-04-912092-9 |
| 6  | 10 kwietnia 2019              | ISBN 978-4-04-912461-3 |
| 7  | 10 września 2019              | ISBN 978-4-04-912798-0 |
| 8  | 9 maja 2020                   | ISBN 978-4-04-913185-7 |
| 9  | 10 lutego 2021                | ISBN 978-4-04-913309-7 |
| 10 | 10 czerwca 2021               | ISBN 978-4-04-913880-1 |
| 11 | 10 lutego 2022                | ISBN 978-4-04-914149-8 |
| 12 | 10 lutego 2023                | ISBN 978-4-0491-4396-6 |
| 13 | 10 stycznia 2024              | ISBN 978-4-04-915071-1 |

## Manga
Adaptacja w formie mangi autorstwa Motokiego Yoshihary ukazywała się w magazynie „Young Gangan” wydawnictwa Square Enix od 16 lutego 2018 do lipca 2021. Została wydana w trzech tankōbonach. 6 lipca 2022 ogłoszono, że manga została anulowana z powodu problemów zdrowotnych Yoshihary.
| Nr | Data wydania (język japoński) | ISBN (język japoński)  |
| -- | ----------------------------- | ---------------------- |
| 1  | 10 października 2018          | ISBN 978-4-7575-5870-0 |
| 2  | 10 września 2019              | ISBN 978-4-7575-6278-3 |
| 3  | 10 czerwca 2021               | ISBN 978-4-7575-7307-9 |

Spin-off autorstwa Suzume Somemiyi, zatytułowany 86: Operation High School, był wydawany w magazynie „Gekkan Comic Alive” wydawnictwa Media Factory od 27 czerwca 2020 do 27 sierpnia 2021.
| Nr | Data wydania (język japoński) | ISBN (język japoński)  |
| -- | ----------------------------- | ---------------------- |
| 1  | 21 stycznia 2021              | ISBN 978-4-04-680006-0 |
| 2  | 22 września 2021              | ISBN 978-4-04-680538-6 |

Manga autorstwa Hiroyi Yamazakiego, zatytułowana 86: Run Through the Battlefront, była wydawana w aplikacji Manga UP! wydawnictwa Square Enix od 24 stycznia do września 2021. 6 lipca 2022 ogłoszono, że została anulowana z powodu problemów zdrowotnych Yamazakiego.
| Nr | Data wydania (język japoński) | ISBN (język japoński)  |
| -- | ----------------------------- | ---------------------- |
| 1  | 10 czerwca 2021               | ISBN 978-4-7575-7308-6 |

Prequel, zatytułowany 86: Fragmental Neoteny, ukazuje się na łamach magazynu „Gekkan Comic Alive” od 26 kwietnia 2021.
| Nr | Data wydania (język japoński) | ISBN (język japoński)  |
| -- | ----------------------------- | ---------------------- |
| 1  | 22 września 2021              | ISBN 978-4-04-680903-2 |
| 2  | 22 czerwca 2022               | ISBN 978-4-04-681229-2 |

## Anime
Adaptację w formie telewizyjnego serialu anime ogłoszono 15 marca 2020. Seria została wyprodukowana przez studio A-1 Pictures i wyreżyserowana przez Toshimasę Ishiiego. Scenariusz napisał Toshiya Ōno, postacie zaprojektował Tetsuya Kawakami, muzykę skomponowali Hiroyuki Sawano i Kōta Yamamoto, natomiast CGI zostało opracowane przez firmę Shirogumi. Pierwotnie anime miało zostać wyemitowane w 2020 roku, ale zostało bezterminowo opóźnione. Seria jest podzielona na dwie części, pierwsza z nich zaś była emitowana na antenie Tokyo MX i innych stacjach od 11 kwietnia do 20 czerwca 2021. 28 marca 2021 Tokyo MX wyemitowało specjalny program upamiętniający rozpoczęcie serii, w którym wystąpili członkowie głównej obsady Shōya Chiba i Ikumi Hasegawa, producent Nobuhiro Nakayama i kompozytor muzyki Hiroyuki Sawano. Druga połowa anime była emitowana od 3 października 2021 do 19 marca 2022. Licencję na dystrybucję serii poza Azją posiada Crunchyroll. Muse Communication nabyło prawa do emisji serialu w Azji Południowej oraz Południowo-Wschodniej i transmitowało ją w serwisach iQIYI, Bilibili i Netflix. W Polsce serial jest dostępny z polskimi napisami w serwisie Canal+ online.

### Ścieżka dźwiękowa
| Nr             | Tytuł                                             | Wykonawcy                            | Źródło   |
| Czołówka       | Czołówka                                          | Czołówka                             | Czołówka |
| -------------- | ------------------------------------------------- | ------------------------------------ | -------- |
| 1              | „3-pun 29-byō” (jap. 3分29秒 San-pun nijūkyū-byō) | Hitorie                              | [ 41 ]   |
| 2              | „Kyōkaisen” (jap. 境界線)                         | Amazarashi                           | [ 5 ]    |
| Napisy końcowe |                                                   |                                      |          |
| 1              | „Avid”                                            | SawanoHiroyuki[nZk]:mizuki           | [ 41 ]   |
| 2              | „Hands Up to the Sky”                             | SawanoHiroyuki[nZk]:Laco             | [ 42 ]   |
| 3              | „Alchemilla” (jap. アルケミラ Arukemira)          | Regal Lily                           | [ 5 ]    |
| 4              | „LilaS”                                           | SawanoHiroyuki[nZk]:Takahashi Honoka | [ 43 ]   |

### Lista odcinków
| №       | Tytuł                                                                                               | Reżyseria                      | Scenariusz        | Scenorys                     | Premiera             |
| Część 1 | Część 1                                                                                             | Część 1                        | Część 1           | Część 1                      | Część 1              |
| ------- | --------------------------------------------------------------------------------------------------- | ------------------------------ | ----------------- | ---------------------------- | -------------------- |
| 1       | Undertaker Andāteikā (アンダーテイカー)                                                             | Toshimasa Ishii                | Toshiya Ōno       | Toshimasa Ishii              | 11 kwietnia 2021     |
| 2       | Spearhead Supiaheddo                                                                                | Kuniyasu Nishina               | Toshiya Ōno       | Toshimasa Ishii              | 18 kwietnia 2021     |
| 3       | I Don’t Want to Die Shinitakunai (死にたくない)                                                     | Ryō Andō                       | Toshiya Ōno       | Ryō Andō                     | 25 kwietnia 2021     |
| 4       | Real Name Hontō no namae o (本当の名前を)                                                           | Ryō Andō                       | Toshiya Ōno       | Ayako Kōno                   | 2 maja 2021          |
| 5       | I’m With You Watashi mo issho ni (私も一緒に)                                                       | Satsuki Takahashi              | Kurasumi Sunayama | Satsuki Takahashi            | 9 maja 2021          |
| 6       | Through to the End Saigo made (最後まで)                                                            | Kuniyasu Nishina               | Toshiya Ōno       | Kuniyasu Nishina             | 16 maja 2021         |
| 7       | Will You Remember Me? Wasurenai de itekuremasu ka? (忘れないでいてくれますか？)                     | Tomohiko Itō                   | Chiaki Nagai      | Tomohiko Itō                 | 23 maja 2021         |
| 8       | Let’s Go Ikō (行こう)                                                                               | Takashi Yasui                  | Kurasumi Sunayama | Jong Heo                     | 30 maja 2021         |
| 9       | Goodbye Sayonara (さよなら)                                                                         | Ryūta Kawahara                 | Chiaki Nagai      | Kengo Matsumoto Tomohiko Itō | 6 czerwca 2021       |
| 10      | Thank You Arigatō (ありがとう)                                                                      | Satsuki Takahashi              | Toshiya Ōno       | Hirotaka Mori                | 13 czerwca 2021      |
| 11      | Here We Go Iku yo (行くよ)                                                                          | Ryō Andō                       | Kurasumi Sunayama | Ryō Andō                     | 20 czerwca 2021      |
| SP–1    | The Poppies Bloom Red on the Battlefield Sen’ya ni akaku hinageshi no saku (戦野に紅く雛罌粟の咲く) | N/A                            | N/A               | N/A                          | 27 czerwca 2021      |
| Część 2 | |                                |                   |                              |                      |
| 12      | Welcome Yōkoso (ようこそ)                                                                           | Ryō Andō                       | Chiaki Nagai      | Toshimasa Ishii              | 3 października 2021  |
| 13      | It’s Too Late Imasara sonna koto (今更そんなこと)                                                   | Takaaki Ishiyama               | Toshiya Ōno       | Kuniyasu Nishina             | 10 października 2021 |
| 14      | Glad to Be Here Yoroshiku (よろしく)                                                                | Satsuki Takahashi              | Kurasumi Sunayama | Satsuki Takahashi            | 17 października 2021 |
| 15      | Welcome Back Okaerinasai (おかえりなさい)                                                           | Ryūta Kawahara                 | Toshiya Ōno       | Tomohiko Itō                 | 24 października 2021 |
| 16      | Even So Sore de mo (それでも)                                                                       | Ryō Andō                       | Chiaki Nagai      | Ryō Andō                     | 31 października 2021 |
| 17      | I Won’t Forget Wasuremasen (忘れません)                                                             | Toshihiro Maeya                | Toshiya Ōno       | Kyōhei Ishiguro              | 7 listopada 2021     |
| SP–2    | Visual Commentary Special Episode Bijuaru komentarī tokuban (ビジュアルコメンタリー特番)            | N/A                            | N/A               | N/A                          | 14 listopada 2021    |
| 18      | The Truth Is Hontō wa (本当は)                                                                      | Yoshinobu Tokumoto             | Kurasumi Sunayama | Kagetsu Aizawa               | 21 listopada 2021    |
| SP–3    | If There’s Something Worth Dying For Shishite kai aru mono nareba (死して甲斐あるものなれば)        | N/A                            | N/A               | N/A                          | 28 listopada 2021    |
| 19      | Stay This Way Forever Isso kono mama (いっそ このまま)                                              | Ryūta Kawahara                 | Chiaki Nagai      | Ryūta Kawahara               | 5 grudnia 2021       |
| 20      | Together Unto Death Shinu made issho ni (死ぬまで一緒に)                                            | Haru Shinomiya                 | Toshiya Ōno       | Tomohiko Itō                 | 19 grudnia 2021      |
| 21      | All That’s Left Mō kore shika (もうこれしか)                                                        | Ryō Andō                       | Kurasumi Sunayama | Ryō Andō                     | 26 grudnia 2021      |
| SP–4    | At Least as a Human Semete ningen taranto (せめて人間たらんと)                                      | N/A                            | N/A               | N/A                          | 5 marca 2022         |
| 22      | Shin (シン)                                                                                         | Toshimasa Ishii                | Toshiya Ōno       | Toshimasa Ishii              | 12 marca 2022        |
| 23      | Handler One Handorā wan (ハンドラー・ワン)                                                          | Ryūta Kawahara Toshimasa Ishii | Toshiya Ōno       | Tomohiko Itō Toshimasa Ishii | 19 marca 2022        |